# 8月14日
8月14日（はちがつじゅうよっか）は、グレゴリオ暦で年始から226日目（閏年では227日目）にあたり、年末まであと139日ある。

## できごと
| 全ての人々が、自分達がその下で生きる政府の形態を選ぶ権利を尊重する。――第3項 |

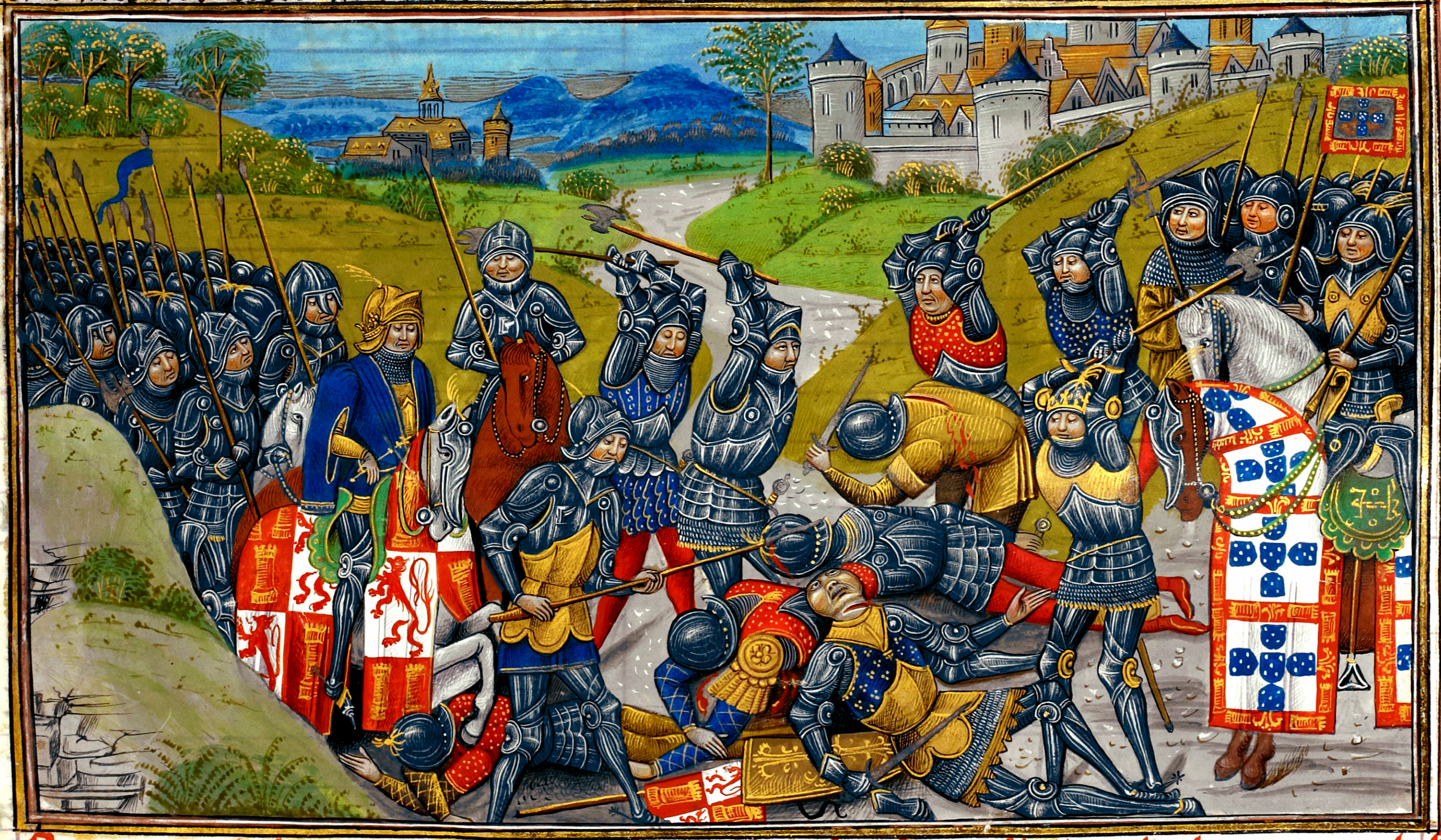
アルジュバロータの戦い(1385)。ジョアン1世のポルトガル王位確立。

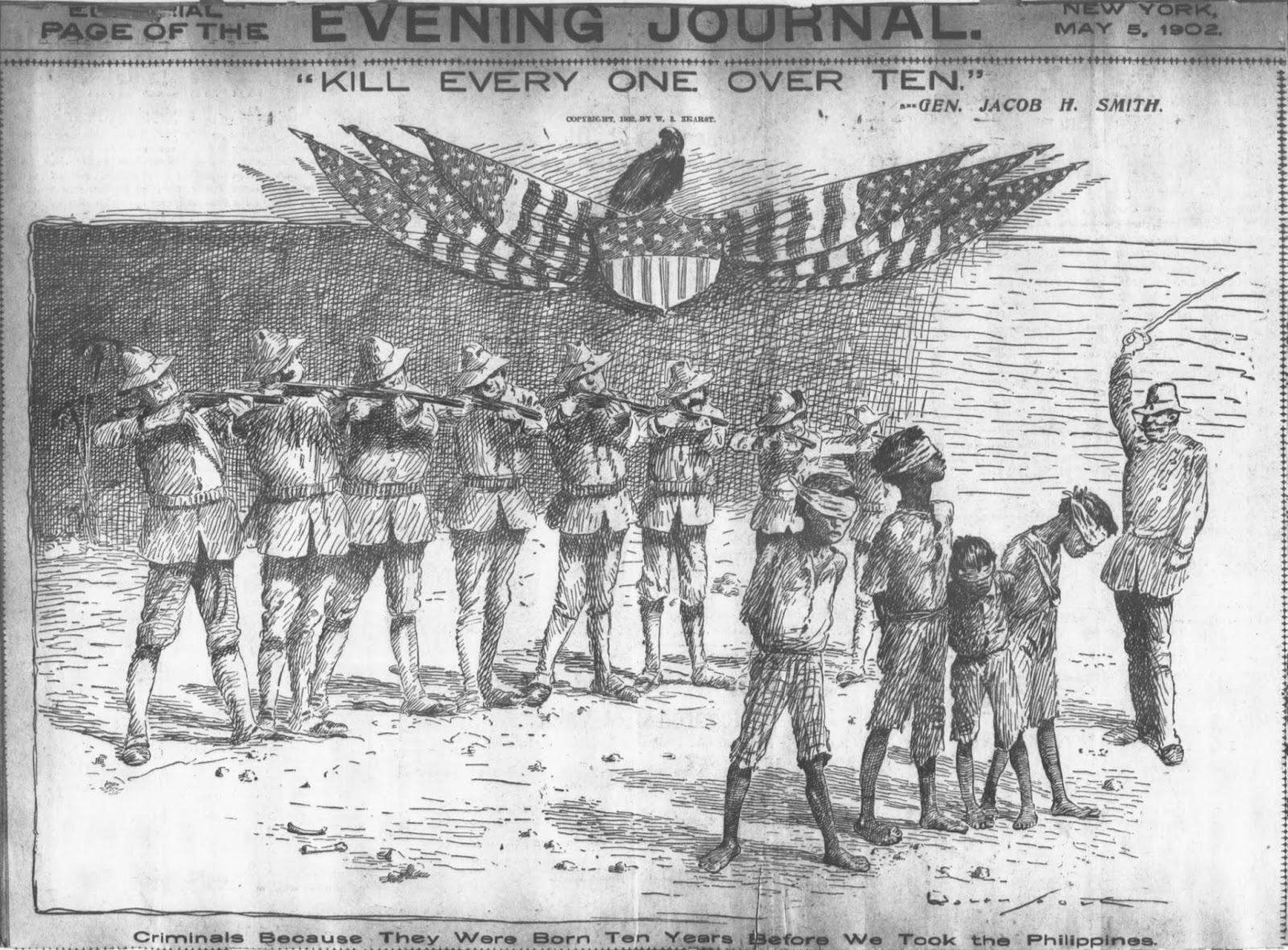
米西戦争終結を受け、米軍がフィリピン占領に向かう(1898)。画像は風刺画、「10歳以上は皆殺し」とある。

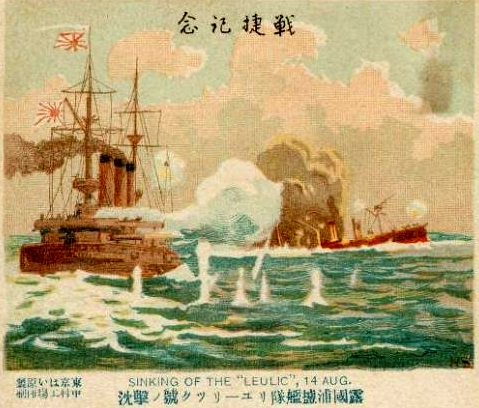
蔚山沖海戦(1904)

- 686年（天武天皇15年7月20日） - 白雉以来32年間断絶していた日本の元号が再開、新元号は朱鳥と定められる。
- 1183年 （寿永2年7月25日） - 治承・寿永の乱: 源義仲の入京に伴い、平宗盛率いる平家一族が安徳天皇を連れて三種の神器と共に西国落ち。
- 1204年（元久元年7月18日） - 伊豆修禅寺に幽閉されていた鎌倉幕府2代将軍源頼家が入浴中に謀殺される。
- 1385年 - アルジュバロータの戦い。ポルトガル王位を巡ってポルトガル王ジョアン1世とカスティーリャ王フアン1世が争いポルトガル側が勝利。
- 1696年 - ウィリアム王戦争: ペマキッドの戦いはじまる。
- 1722年（享保7年7月3日） - 江戸幕府が、米の上納を条件に大名の参勤交代による江戸滞在を半年に短縮する上米の制を導入。
- 1842年 - インディアン戦争: 第二次セミノール戦争が終結。
- 1848年 - アメリカ合衆国でオレゴン準州創設。
- 1876年 - 札幌学校（札幌農学校・北大農学部の前身）が開校。
- 1880年 - ドイツのケルン大聖堂が建設開始から600年以上たって完成。
- 1885年 - 日本初の専売特許証交付。
- 1898年 - 米西戦争: フィリピン占領のためアメリカ軍が派遣される。
- 1899年 - 鹿児島県に台風が上陸。死者113人、住家全半壊23000棟、船舶破壊1000隻の被害[1]。
- 1900年 - 義和団の乱: 日本・ドイツ・イギリス・フランス・ロシア・アメリカ・イタリア・オーストリアの八カ国連合軍が北京に侵攻。
- 1901年 - グスターヴ・ホワイトヘッド設計の飛行機「ナンバー21」が史上初の動力飛行を行った日と主張されている。
- 1904年 - 日露戦争: 蔚山沖海戦
- 1908年 - イギリス・フォークストン桟橋のマネージング・ディレクターであるロバート・フォーサイスによって、世界初のミス・コンテストが開催される[2]。
- 1917年 - 第一次世界大戦: 中華民国がドイツ帝国・オーストリア＝ハンガリー帝国に宣戦布告。
- 1918年 - 1918年米騒動: 騒動の飛び火を防ぐため、内務省が各新聞社に米騒動の記事の差し止めを命令。新聞各社が反発して空白の新聞を発行[3]。
- 1919年 - ドイツでヴァイマル憲法が施行される。
- 1921年 - ボリシェヴィキによりタンヌ・トゥヴァ（後のトゥヴァ人民共和国）が成立。
- 1932年 - 7月30日から開催されていた第10回夏季オリンピック・ロサンゼルス大会が閉幕。
- 1935年 - フランクリン・ルーズベルト米大統領が社会保障法（Social Security Act）に署名し、アメリカに社会保障制度を初めて導入する（Social Security (United States)）。
- 1937年 - 軍法会議で二・二六事件の背後首謀者として北一輝らに死刑を宣告。8月19日に執行。
- 1941年 - 第二次世界大戦: チャーチル英首相とルーズベルト米大統領が大西洋憲章を発表。
- 1941年 - 平沼騏一郎国務大臣が国家主義団体勤皇まことむすび会員に狙撃され重傷。
- 1945年 - 第二次世界大戦: 最後の御前会議でポツダム宣言受諾を再確認し、無条件降伏を決定。
- 1945年 - 第二次世界大戦・ソ連対日参戦: 葛根廟事件。満洲国興安総省葛根廟で、非武装の日本人避難民約1200人がソ連軍戦車部隊の攻撃を受けて多数殺傷[4][5][6]。
- 1945年 - 第二次世界大戦・日本本土空襲: 京橋駅空襲。大阪で空襲があり1トン爆弾が国鉄京橋駅に命中、駅に避難していた200名以上が死亡。
- 1945年 - 第二次世界大戦・日本本土空襲: 深夜から翌日未明にかけて、秋田・伊勢崎・熊谷・小田原・岩国・光で空襲。第二次世界大戦最後の空襲。
- 1945年 - 第二次世界大戦: 宮城事件。深夜から翌日未明にかけて、陸軍省と近衛師団の一部将校が近衛師団長を殺害し玉音放送の録音盤奪取を図るが失敗に終わる。
- 1945年 - 中ソ友好同盟条約が締結される。
- 1947年 - パキスタンがイギリスから独立。
- 1950年 - 文部省が、9月から八大都市の小学校で、アメリカからのガリオア資金によるパン給食の完全実施を発表。
- 1953年 - 広島県飯室村で広島電鉄のバスが道路から転落。死者10人、重軽傷者45人[7]。
- 1959年 - 昭和34年台風第7号が静岡県に上陸。各地に大きな被害。
- 1965年 - 第一次人民革命党事件。韓国中央情報部金炯旭部長が革新系人士・報道関係者・学生など41人を検挙したと発表。
- 1969年 - 北アイルランド問題: イギリス軍が北アイルランドの宗教紛争に介入（Operation Banner）。
- 1971年 - バーレーンがイギリスからの独立を発表。
- 1971年 - フィリップ・ジンバルドーがスタンフォード大学の模擬監獄でスタンフォード監獄実験を開始。
- 1972年 - 東ベルリン発ブルガス行きのインターフルクIl-62型機が離陸直後墜落、乗員乗客156名全員が死亡。
- 1980年 - ポーランド民主化運動: ポーランド・グダニスクのレーニン造船所で、レフ・ヴァウェンサ率いる労働者がストライキに突入。「連帯」の設立へ連なる。
- 1980年 - 富士山大規模落石事故: 富士山吉田口で落石が発生、12人が死亡。落石は9合目付近で発生し、6合目下まで到達した。
- 1990年 - リヒテンシュタインが国連に加盟。
- 1991年 - エヌ・ティ・ティ・移動通信企画株式会社（現在のNTTドコモ）が設立。
- 1994年 - 14件のテロ事件に関与し国際指名手配されていたカルロスことイリイッチ・ラミレス・サンチェスが逮捕。
- 1999年 - 玄倉川水難事故。大雨で増水していた玄倉ダムの放流に中州でキャンプしていた会社員が巻き込まれ、13人死亡。
- 2000年 - 大分一家6人殺傷事件。大分県で15歳の少年が隣家を襲撃、3人死亡・3人負傷。
- 2001年 - 黒磯小2女児誘拐事件発生。
- 2003年 - 2003年北アメリカ大停電。ニューヨークを含む北アメリカ東北部で大停電。5000万人に影響。
- 2005年 - ヘリオス航空522便墜落事故。ギリシャ・アテネ北部にヘリオス航空522便が墜落。121人が死亡。
- 2006年 - 2006年8月14日首都圏停電。
- 2008年 - 北京オリンピックの競泳男子200メートル平泳ぎで北島康介が金メダル。100メートル平泳ぎと2大会連続2冠。
- 2012年 - 李明博韓国大統領による天皇謝罪要求[8]。
- 2012年 - オホーツク海南部深発地震。Mj7.3・Mw7.7は震源が600kmより深い深発地震としては大規模なもの。
- 2016年 - SMAP解散騒動: ジャニーズ事務所がSMAPの解散を正式に発表[9]。
- 2016年 - リオデジャネイロオリンピック: テニス男子シングルスで、錦織圭が3位。同種目のメダル獲得は1920年アントワープ大会の熊谷一弥以来96年ぶり[10]。
- 2018年 - イタリア・ジェノヴァにあったモランディ橋が崩落[11]。38人が死亡。
- 2021年 - ハイチでM7.2の地震が発生する。

## 誕生日

### 人物

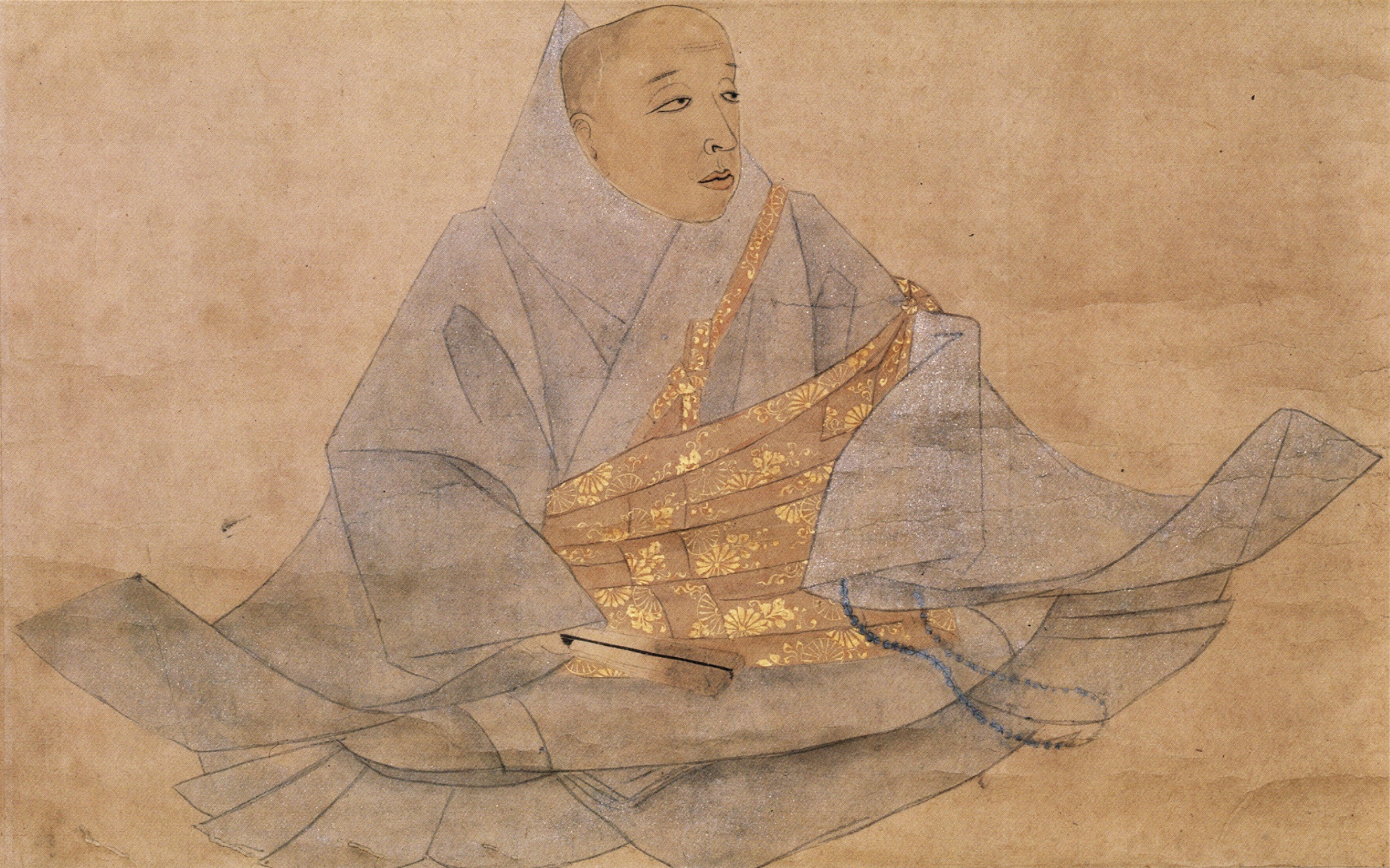
第95代天皇花園天皇(1297-1348)誕生。

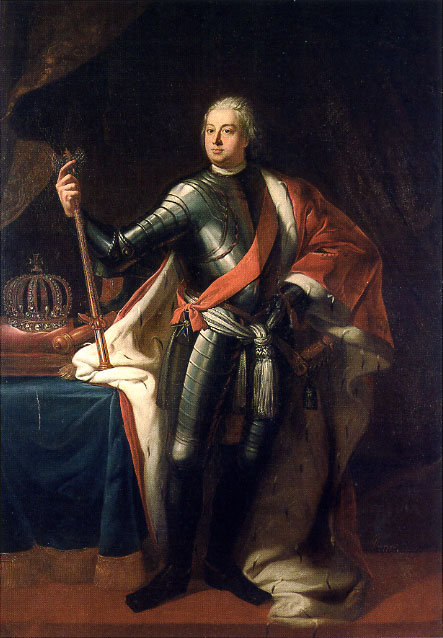
プロイセン王フリードリヒ・ヴィルヘルム1世(1688-1740)誕生。

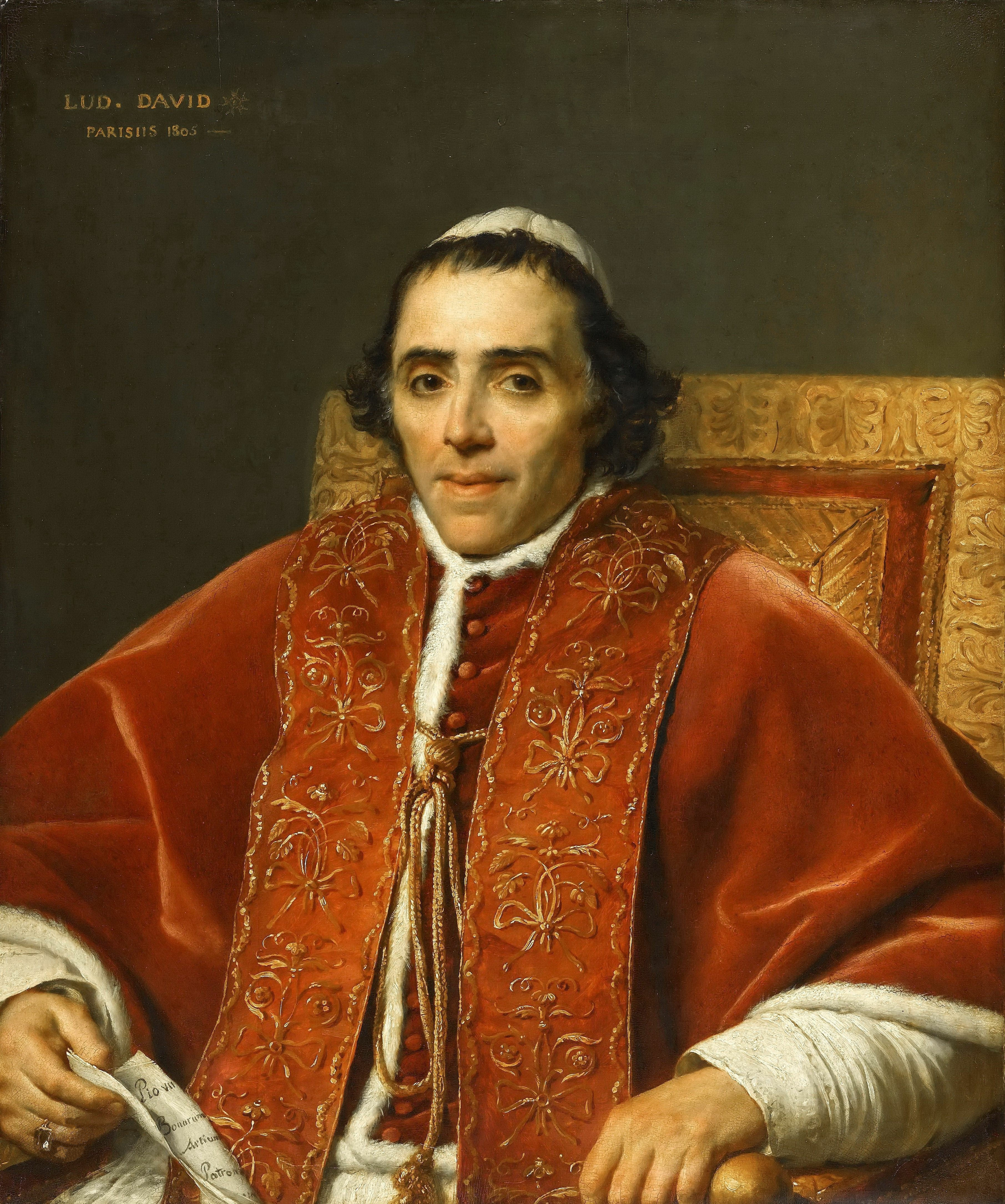
ローマ教皇ピウス7世(1742-1823)誕生。ナポレオンと激しく対立した。

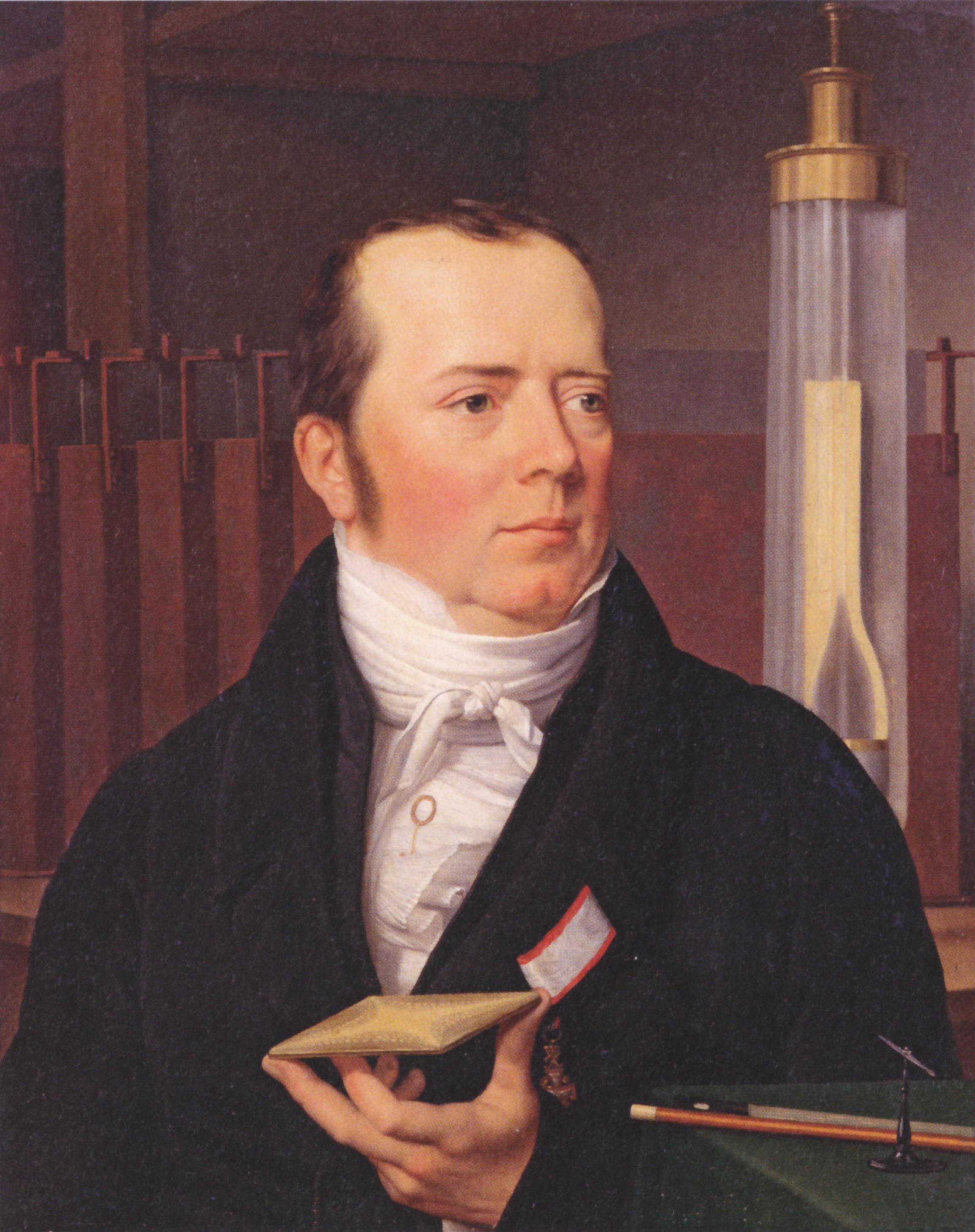
物理学者・化学者、ハンス・クリスティアン・エルステッド(1777-1851)誕生。

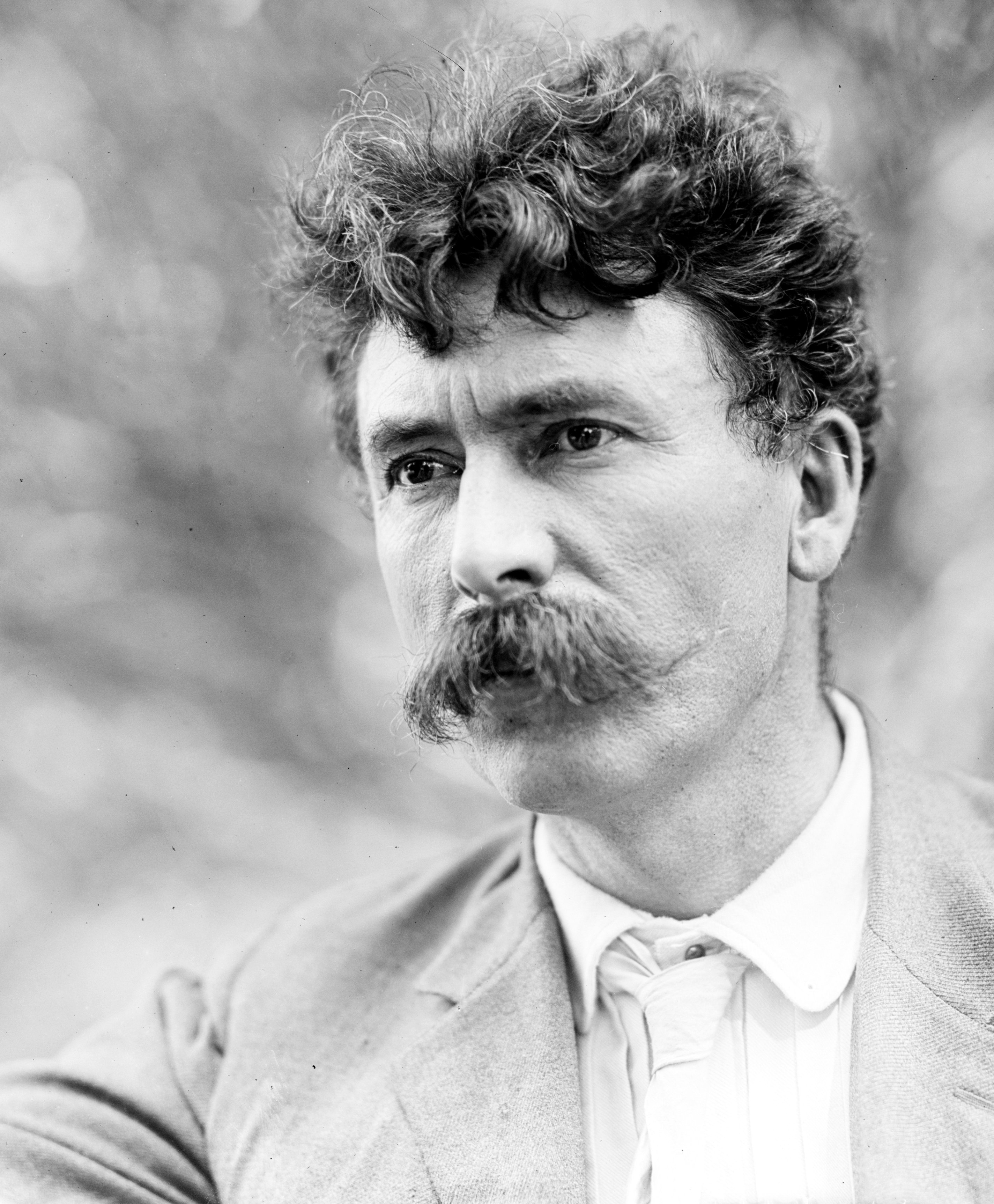
博物学者、アーネスト・トンプソン・シートン(1860-1946)誕生。『シートン動物記』で知られる。

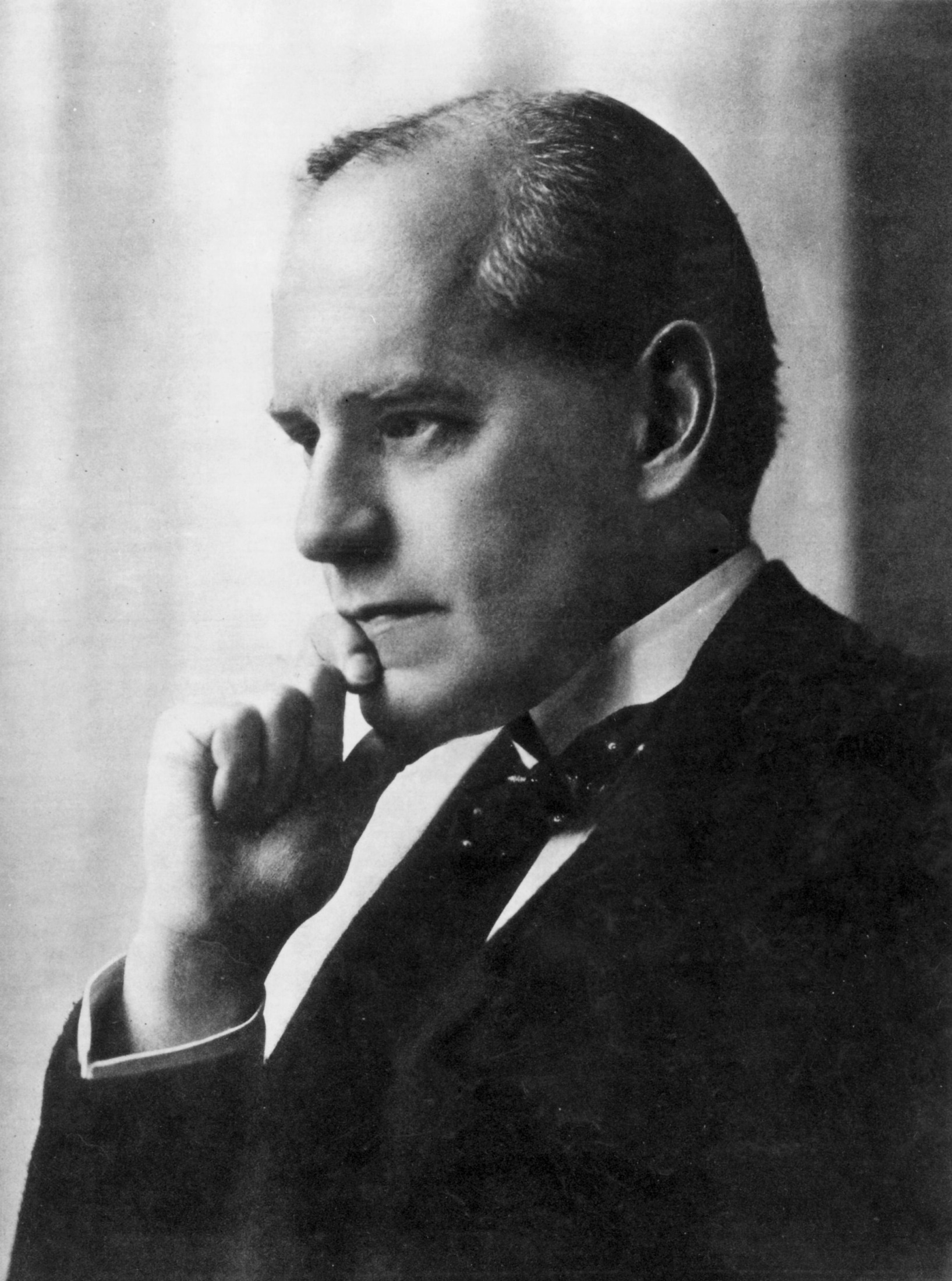
作家ジョン・ゴールズワージー(1867-1933)誕生。

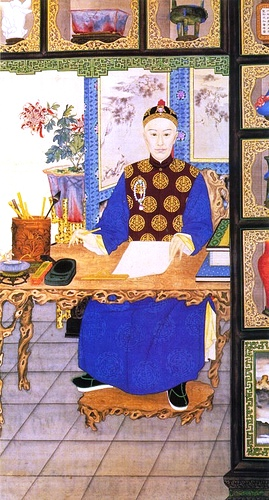
清の第11代皇帝、光緒帝(1871-1908)誕生。

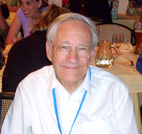
化学者リヒャルト・R・エルンスト(1933-2021)誕生。核磁気共鳴を研究。

- 1297年（永仁5年7月25日） - 花園天皇、第95代天皇（+ 1348年）
- 1633年（寛永10年7月10日） - 溝口重雄、第4代新発田藩主（+ 1708年）
- 1675年（延宝元年6月23日） - 松平宗昌、第2代松岡藩主、第7代福井藩主（+ 1724年）
- 1681年（天和元年7月1日） - 浅野吉長、第5代広島藩主（+ 1752年）
- 1688年 - フリードリヒ・ヴィルヘルム1世、プロイセン王（+ 1740年）
- 1742年 - ピウス7世、第251代ローマ教皇（+ 1823年）
- 1777年 - ハンス・クリスティアン・エルステッド、物理学者、化学者（+ 1851年）
- 1792年 - ジョン・ビグスビー、医師、地質学者（+ 1881年）
- 1822年 - ジェイムズ・ウィリアム・マーシャル、第27代アメリカ合衆国郵政長官（+ 1910年）
- 1840年 - リヒャルト・フォン・クラフト＝エビング、精神医学者（+ 1902年）
- 1842年 - ジャン・ガストン・ダルブー、数学者（+ 1917年）
- 1846年（弘化3年6月23日） - 松岡康毅、政治家（+ 1923年）
- 1860年 - アーネスト・トンプソン・シートン、動物学者（+ 1946年）
- 1867年 - ジョン・ゴールズワージー、小説家、劇作家（+ 1933年）
- 1871年（同治10年6月28日） - 光緒帝、清の第11代皇帝（+ 1908年）
- 1876年 - アレクサンダル1世、セルビア王（+ 1903年）
- 1878年 - 一戸直蔵、天文学者（+ 1920年）
- 1880年 - 櫻内幸雄、政治家（+ 1947年）
- 1883年 - アーネスト・E・ジャスト、生物学者（+ 1941年）
- 1887年 - 荒畑寒村、社会主義者、労働運動家、作家、小説家、政治家（+ 1981年）
- 1889年 - 三富朽葉、詩人（+ 1917年）
- 1892年 - カイホスルー・シャプルジ・ソラブジ、作曲家、ピアニスト（+ 1988年）
- 1910年 - ピエール・シェフェール、作曲家（+ 1995年）
- 1910年 - ウィリー・ロニス、写真家（+ 2009年）
- 1916年 - 藤村富美男、プロ野球選手、監督（+ 1992年）
- 1916年 - ハインリヒ・ツー・ザイン＝ヴィトゲンシュタイン、ドイツ空軍のエース・パイロット（+ 1944年）
- 1917年 - 上田トシコ、漫画家（+ 2008年）
- 1920年 - 三富恒雄、プロ野球選手（+ 2005年）
- 1924年 - ジョルジュ・プレートル、指揮者（+ 2017年）
- 1924年 - スヴェレ・フェーン、建築家（+ 2009年）
- 1924年 - 畠山武、経営者（+ 2013年）
- 1926年 - ルネ・ゴシニ、作家（+ 1977年）
- 1929年 - 河瀬断魚、書家（+ 2010年）
- 1932年 - 亀井俊介、比較文学者、アメリカ文学者（+ 2023年）
- 1933年 - リヒャルト・R・エルンスト、化学者、ノーベル化学賞受賞者（+ 2021年）
- 1934年 - 江國滋、俳人、エッセイスト（+ 1997年）
- 1934年 - 水野正好、考古学者（+ 2015年）
- 1935年 - ゴーマン美智子、陸上競技選手（+ 2015年）
- 1936年 - 桂歌丸、落語家（+ 2018年）
- 1938年 - 小倉純二、日本サッカー協会12代会長
- 1938年 - 島田節子、競泳選手
- 1940年 - 岡本凱孝、元プロ野球選手
- 1941年 - デヴィッド・クロスビー、ミュージシャン（+ 2023年）
- 1941年 - リン・チェイニー、第46代アメリカ合衆国副大統領ディック・チェイニーの妻
- 1942年 - 久代義明、元プロ野球選手
- 1942年 - ジャッキー・オリバー、レーシングドライバー、F1チームオーナー
- 1943年 - 高木賢、農林官僚
- 1943年 - 諸山文彦、バスケットボール選手、指導者
- 1944年 - 杉良太郎、俳優
- 1945年 - ヴィム・ヴェンダース、映画監督
- 1945年 - スティーヴ・マーティン、コメディアン、俳優
- 1945年 - 矢島純一、プロボウラー
- 1945年 - 平岡一郎、プロ野球選手（+ 1995年）
- 1946年 - ラリー・グラハム、ベーシスト
- 1947年 - 谷口ジロー、漫画家（+ 2017年）
- 1947年 - 片桐竜次、俳優
- 1948年 - ボリス・ペルガメンシコフ、チェリスト（+ 2004年）
- 1949年 - ボブ・バックランド、プロレスラー
- 1949年 - 吉田健志、作曲家、ベーシスト、フォークシンガー
- 1949年 - モアテン・オルセン、サッカー選手、指導者
- 1952年 - 塩月勝義、プロ野球選手（+ 2000年）
- 1952年 - 倉骨道広、元プロ野球選手
- 1953年 - ジェームズ・ホーナー、作曲家（+ 2015年）
- 1954年 - 坂本洋、音楽プロデューサー、キーボーディスト、作曲家
- 1954年 - 三田ゆう子、声優
- 1955年 - 嗣子鵬慶昌、大相撲力士（+ 2006年）
- 1957年 - 地頭方一男、元プロ野球選手
- 1957年 - 湯原信光、プロゴルファー
- 1957年 - あご勇、お笑い芸人、俳優
- 1958年 - 阿部祐二、リポーター
- 1958年 - 井上純一、俳優
- 1959年 - マジック・ジョンソン、バスケットボール選手
- 1960年 - サラ・ブライトマン、歌手
- 1961年 - 都並敏史、元プロサッカー選手、指導者
- 1962年 - 中川比佐子、ファッションモデル
- 1963年 - 別府修作、元プロ野球選手
- 1963年 - 鷹岬諒、漫画家
- 1965年 - エマニュエル・ベアール、女優
- 1965年 - 岡田あーみん、漫画家
- 1965年 - 岡村靖幸、ミュージシャン
- 1966年 - 鈴木保奈美、女優
- 1966年 - ハリー・ベリー、女優
- 1968年 - 天久聖一、漫画家、アニメーター
- 1968年 - 平畠啓史、お笑い芸人（DonDokoDon）
- 1968年 - ダレン・クラーク、プロゴルファー
- 1968年 - キャサリン・ベル、女優
- 1970年 - 馬海泳、元プロ野球選手
- 1972年 - 本田貴子、声優
- 1972年 - デビッド・ストーン、マジシャン
- 1972年 - ヤミレ・アルダマ、陸上競技選手
- 1972年 - ユ・ジェソク、コメディアン
- 1973年 - 小宮山雄飛、ミュージシャン（ホフディラン）
- 1973年 - ジェイジェイ・オコチャ、サッカー選手
- 1973年 - ハレド・ボルヘッティ、サッカー選手
- 1973年 - キーレン・パーキンス、競泳選手
- 1973年 - 小豆畑雅一、俳優
- 1974年 - ファイヤー原田、キックボクサー
- 1974年 - ハイアン・グレイシー、柔術家（+ 2007年）
- 1974年 - 鈴木Q太郎、お笑い芸人（ハイキングウォーキング）
- 1975年 - 今村舞、ドラマー
- 1975年 - 徳永有美、アナウンサー
- 1975年 - マイク・ブレイベル、アメリカンフットボール選手
- 1975年 - 萩原渉、アナウンサー
- 1976年 - 羽根直樹、囲碁棋士
- 1977年 - スコット・チャイアソン、プロ野球選手
- 1977年 - 石志偉、元プロ野球選手
- 1978年 - 山本清史、映画監督
- 1978年 - 孫嶺峰、元野球選手
- 1979年 - 谷ルミコ、歌手
- 1979年 - 森川陽一郎、映像作家
- 1979年 - 岩崎智史、元プロ野球選手
- 1980年 - 理衣、ファッションモデル
- 1983年 - 町本絵里、ファッションモデル、歌手、女優
- 1983年 - ミラ・クニス、女優
- 1984年 - 石原直樹、サッカー選手
- 1984年 - ジョルジョ・キエッリーニ、サッカー選手
- 1985年 - アシュリン・ブルック、ポルノ女優
- 1985年 - シャーロット・ケイト・フォックス、女優
- 1985年 - エスミル・ロジャース、プロ野球選手
- 1986年 - 高橋実恵子、女優
- 1986年 - キャメロン・ジェローム、サッカー選手
- 1986年 - 森さん、ミュージシャン（ケラケラ）
- 1986年 - 宮川愛、歌手
- 1986年 - 吉原ナツキ、声優
- 1986年 - 横山太一、アナウンサー
- 1987年 - 浅利陽介、俳優
- 1987年 - ティム・ティーボウ、元プロ野球選手、アメリカンフットボール選手
- 1987年 - デビッド・ペラルタ、プロ野球選手
- 1987年 - しんちゃん、お笑い芸人（大自然）
- 1988年 - アレックス・リッディ、プロ野球選手
- 1988年 - 森村昂太、サッカー選手
- 1988年 - 出口和也、元陸上選手
- 1989年 - 金田久美子、プロゴルファー
- 1989年 - 奥埜博亮、サッカー選手
- 1989年 - さわち店長、グラビアアイドル、料理研究家
- 1990年 - 松葉貴大、プロ野球選手
- 1990年 - 今井美亜、競艇選手
- 1990年 - ナズ・アイデミル、バレーボール選手
- 1991年 - 新居里菜、女優
- 1994年 - 松本彩、ミュージシャン（元SHISHAMO）
- 1996年 - 上西星来、女優、モデル（東京パフォーマンスドール）
- 1998年 - 菅野真衣、声優
- 2000年 - 森下翔太、プロ野球選手
- 2002年 - 矢久保美緒、アイドル（乃木坂46）
- 2002年 - ヒュニンカイ、アイドル（TXT）
- 2002年 - 陳子睿、バドミントン選手
- 2002年 - 大桃陽介、声優
- 2004年 - 林愛花、サッカー選手
- 生年不詳 - 木村武文、声優
- 生年不詳 - 山門久美、声優
- 生年不詳 - 愛（ラブ）、アイドル（WAgg）
- 生年不詳 - 片田一幸、実業家

### 人物以外（動物など）
- 2018年 - 彩浜、ジャイアントパンダ

## 忌日

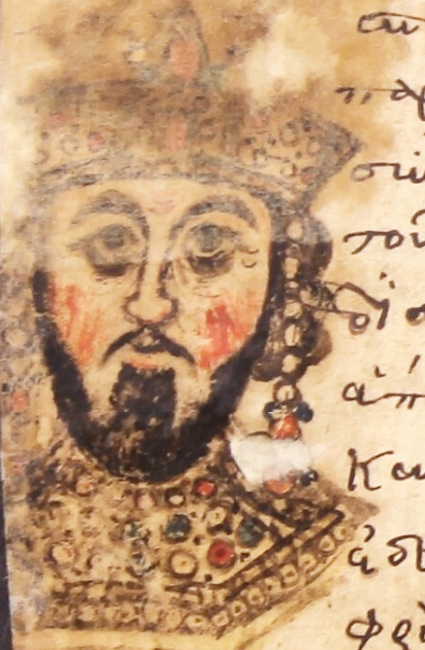
東ローマ帝国皇帝、ティベリウス2世(540-582)没。

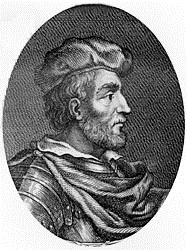
スコットランド王ダンカン1世(1001-1040)、マクベスに殺害される。

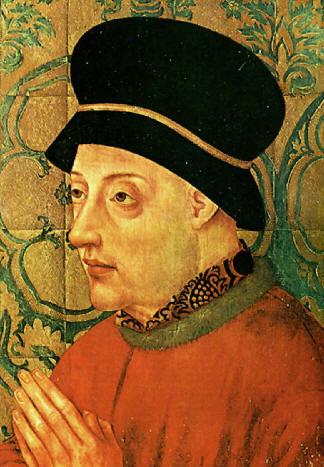
ポルトガル王ジョアン1世(1357-1433)没。

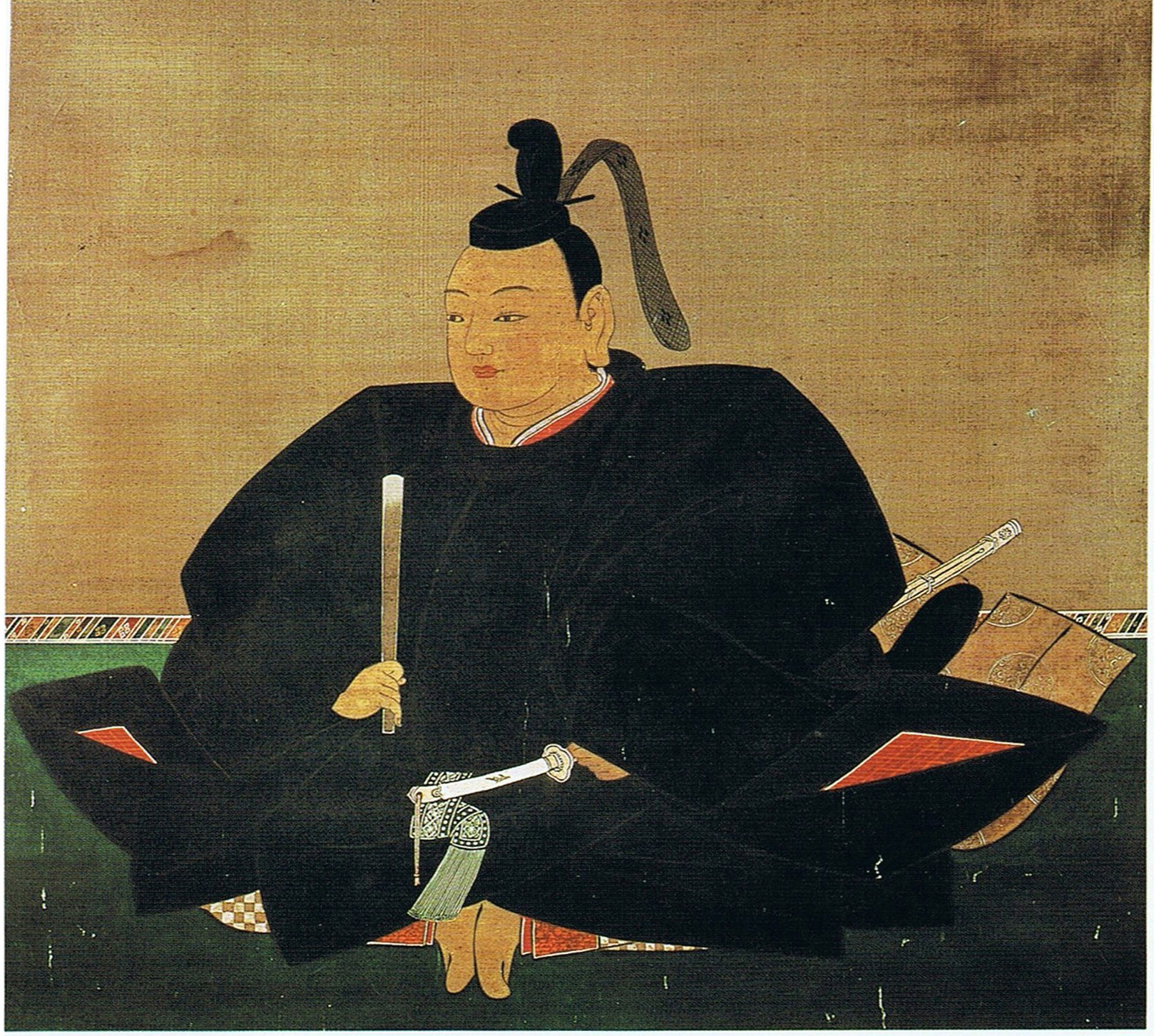
鎌倉幕府第2代将軍、源頼家(1182-1204)暗殺。

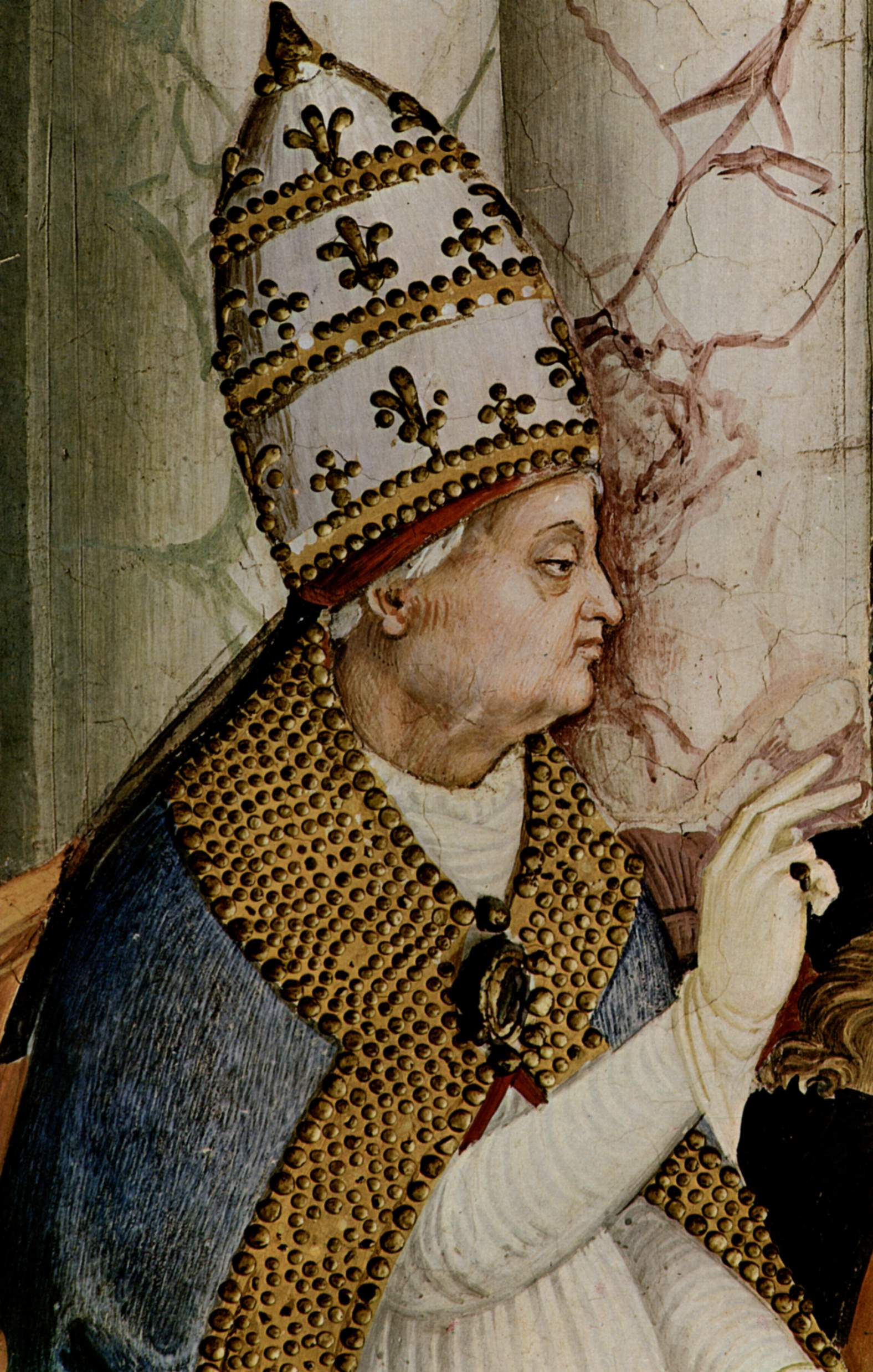
ローマ教皇ピウス2世(1405-1464)没。

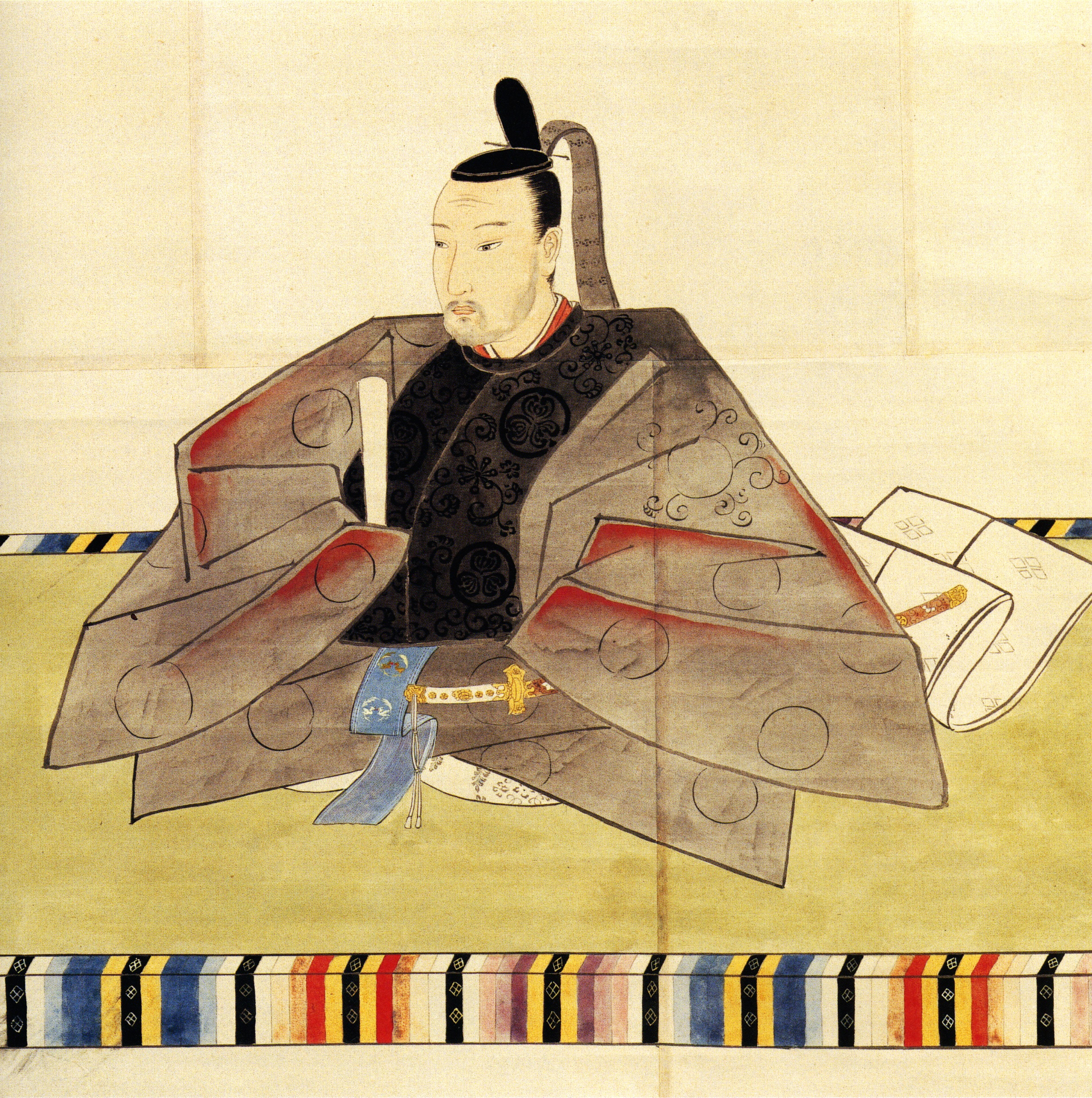
江戸幕府第13代将軍、徳川家定(1824-1858)没。

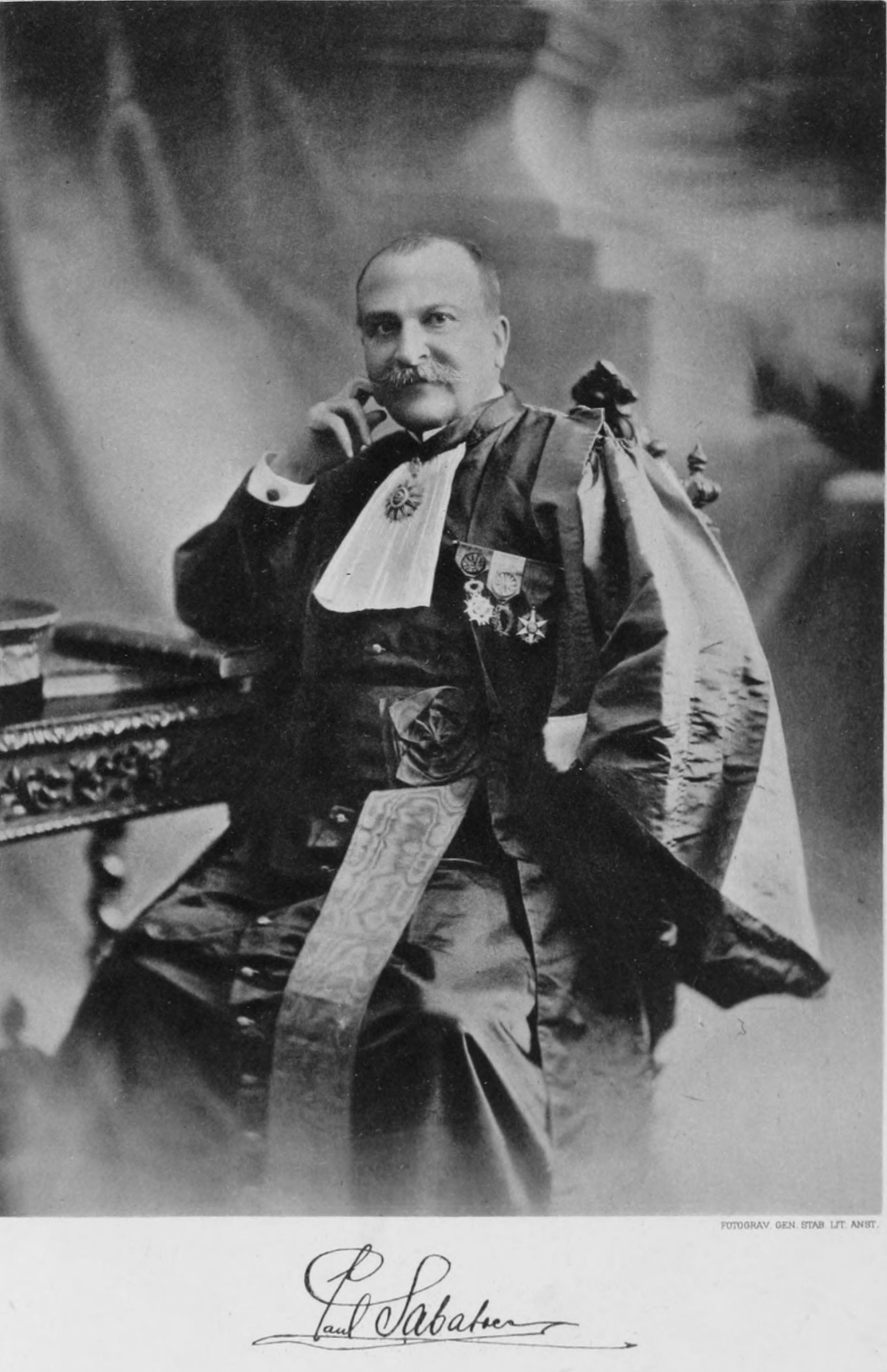
化学者ポール・サバティエ(1854-1941)没。

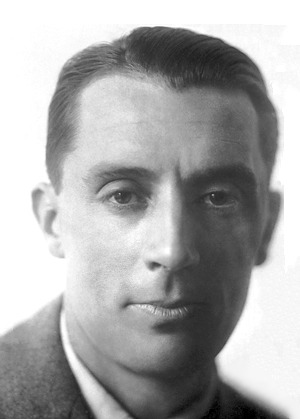
物理学者フレデリック・ジョリオ＝キュリー(1900-1958)没。1935年に夫婦でノーベル化学賞を受賞。

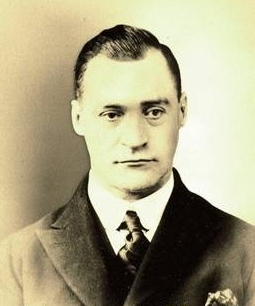
菓子職人、実業家カール・ユーハイム(1886-1945)没。日本で初めてバウムクーヘンを作り、マロングラッセを販売した。

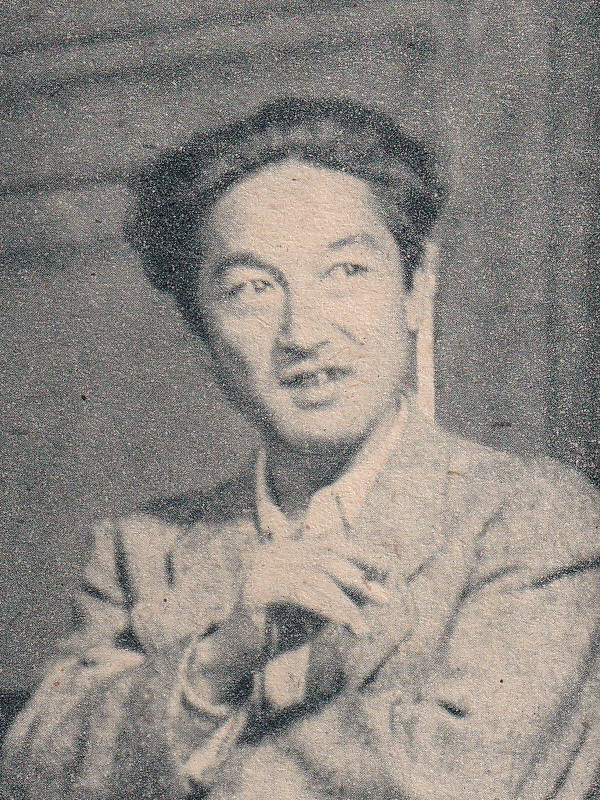
アナウンサー和田信賢(1912-1952)没。

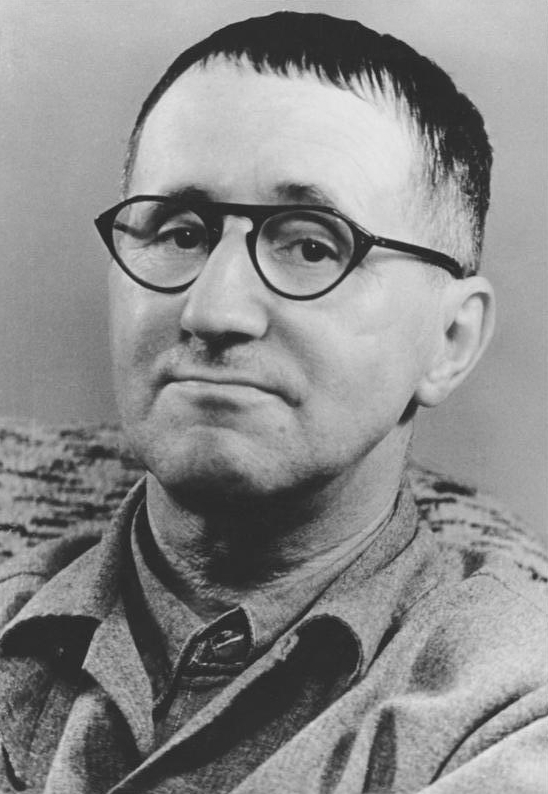
劇作家・詩人、ベルトルト・ブレヒト(1898-1956)没。

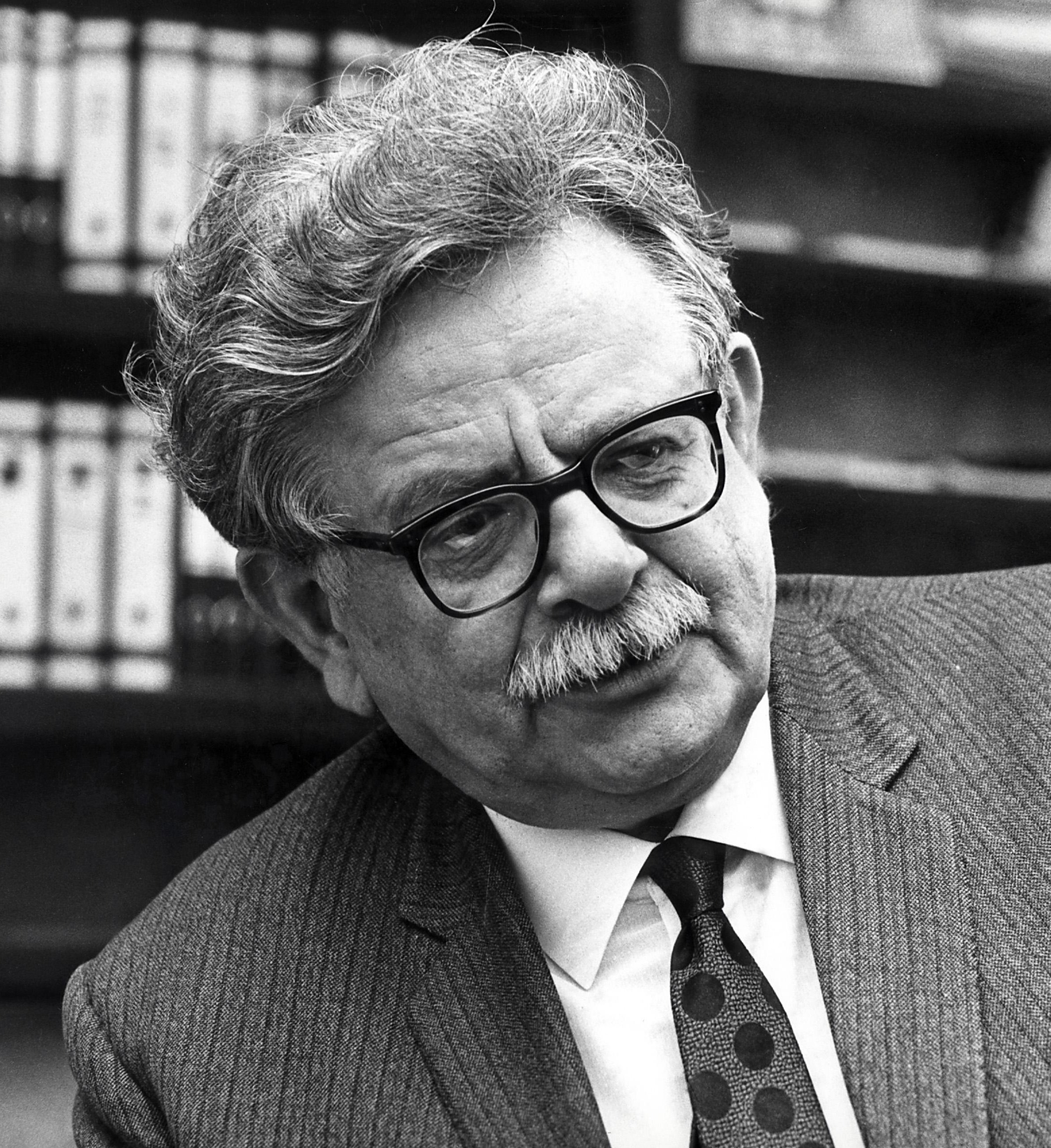
作家エリアス・カネッティ(1905-1994) 没。

- 582年 - ティベリウス2世、東ローマ帝国ユスティニアヌス朝第4代皇帝（* 540年）
- 1040年 - ダンカン1世、スコットランド王（* 1001年）
- 1176年（安元2年7月8日） - 平滋子、後白河天皇女御、高倉天皇生母（* 1142年）
- 1204年（元久元年7月18日） - 源頼家、鎌倉幕府第2代将軍（* 1182年）
- 1297年 - フリードリヒ3世、ニュルンベルク城伯（* 1220年頃）
- 1362年（貞治元年/正平17年7月24日） - 細川清氏、室町幕府執事
- 1429年（永享元年7月14日） - 細川持元、室町時代の守護大名（* 1399年）
- 1433年 - ジョアン1世、ポルトガルアヴィシュ王朝初代国王（* 1357年）
- 1464年 - ピウス2世、ローマ教皇（* 1405年）
- 1494年（明応3年7月14日） - 最上満氏、出羽国の戦国大名（* 1446年?）
- 1640年（寛永17年6月27日） - 松平康重、騎西藩主、篠山藩主、岸和田藩主（* 1568年）
- 1641年（寛永18年7月8日） - 松前公広、松前藩主（* 1598年）
- 1727年 - ウィリアム・クロフト、作曲家、オルガニスト（* 1678年）
- 1731年（享保16年7月12日） - 堀田正休、吉井藩主、近江宮川藩主（* 1655年）
- 1754年 - マリア・アンナ・ヨーゼファ・フォン・エスターライヒ、ポルトガル王ジョアン5世の妃（* 1683年）
- 1771年（明和8年7月4日） - 加藤泰宦、第4代新谷藩主（* 1737年）
- 1822年（文政5年6月28日） - 諏訪忠粛、第7代高島藩主（* 1768年）
- 1833年 - ルイージ・カニョーラ、建築家（* 1762年）
- 1841年 - ヨハン・フリードリヒ・ヘルバルト、教育学者、心理学者、哲学者（* 1776年）
- 1847年（弘化4年7月4日）- 笹川繁蔵、侠客（* 1810年）
- 1852年 - マーガレット・テイラー、第12代アメリカ合衆国大統領ザカリー・テイラー夫人（* 1788年）
- 1856年 - ウィリアム・バックランド、聖職者、地質学者、古生物学者（* 1784年）
- 1858年（安政5年7月6日） - 徳川家定、江戸幕府第13代将軍（* 1824年）
- 1860年 - アンドレ・マリー・コンスタン・デュメリル、動物学者（* 1774年）
- 1860年（万延元年6月28日） - 尾上菊五郎 (4代目)、歌舞伎役者（* 1808年）
- 1886年 - エドモンド・ラゲール、数学者（* 1834年）
- 1896年 - ジョゼフ・デルブーフ（英語版）、心理学者、デルブーフ錯視研究者（* 1831年）
- 1900年 - 岩下方平、貴族院議員（* 1827年）
- 1900年 - 馬建忠、清の洋務運動推進者（* 1845年）
- 1900年 - 王懿栄、金石学者（* 1845年）
- 1905年 - シメオン・ソロモン、画家（* 1840年）
- 1907年 - 福羽美静、国学者（* 1831年）
- 1910年 - フランク・ポドモア、著作家、社会主義運動家（* 1856年）
- 1912年 - 楫取素彦、元老院議官、貴族院議員、宮中顧問官（* 1829年）
- 1922年 - ノースクリフ子爵アルフレッド・ハームズワース、実業家、新聞発行者（* 1865年）
- 1927年 - レフ・シュテルンベルク、民族学者（* 1861年）
- 1934年 - レイモンド・フッド、建築家（* 1881年）
- 1938年 - 平沼淑郎、経済学者（* 1864年）
- 1938年 - ランドン・ロナルド、指揮者（* 1873年）
- 1938年 - アーブラハム・ツェーヴィ・イーデルゾーン、音楽学者（* 1882年）
- 1940年 - 張嘯林、青幇の首領（* 1877年）
- 1941年 - ポール・サバティエ、化学者（* 1854年）
- 1941年 - マキシミリアノ・コルベ、キリスト教の司祭、聖人（* 1894年）
- 1942年 - 譚玉齢、満洲国皇帝愛新覚羅溥儀の側室（* 1920年）
- 1943年 - ジョー・ケリー、プロ野球選手（* 1871年）
- 1945年 - カール・ユーハイム、菓子職人、実業家、ユーハイム創業者（* 1886年）
- 1947年 - 三浦新七、経済学者（* 1877年）
- 1950年 - 安江仙弘、日本陸軍の大佐（* 1888年）
- 1951年 - ウィリアム・ランドルフ・ハースト、実業家、新聞発行者（* 1863年）
- 1951年 - 沖森源一、内務官僚、政治家、元佐賀県知事（* 1899年）
- 1952年 - 和田信賢、アナウンサー（* 1912年）
- 1956年 - コンスタンティン・フォン・ノイラート、ナチス・ドイツ外相、ベーメン・メーレン保護領総督（* 1873年）
- 1956年 - ベルトルト・ブレヒト、劇作家（* 1898年）
- 1958年 - 松岡駒吉、第39代衆議院議長（* 1888年）
- 1958年 - フレデリック・ジョリオ＝キュリー、物理学者、ノーベル化学賞受賞者（* 1900年）
- 1959年 - 五島慶太、実業家、東京急行電鉄創業者（* 1882年）
- 1960年 - フレッド・クラーク、プロ野球選手（* 1872年）
- 1961年 - クラーク・アシュトン・スミス、ファンタジー小説家（* 1893年）
- 1964年 - 野島康三、写真家（* 1889年）
- 1972年 - ジュール・ロマン、作家、詩人（* 1885年）
- 1973年 - 横谷輝、児童文学作家、評論家（* 1929年）
- 1974年 - 横山實、政治家、元青森県青森市長（* 1903年）
- 1977年 - アレクサンドル・ルリヤ、心理学者（* 1902年）
- 1979年 - 浅井清、法学者（* 1895年）
- 1980年 - ディエゴ・ファッブリ、作家、脚本家（* 1911年）
- 1980年 - ドロシー・ストラットン、プレイメイト、女優（* 1960年）
- 1981年 - カール・ベーム、指揮者（* 1894年）
- 1984年 - J・B・プリーストリー、著作家、劇作家、司会者（* 1894年）
- 1985年 - ゲイル・ソンダガード、女優（* 1899年）
- 1985年 - 足立巻一、小説家（* 1913年）
- 1986年 - 2代目桐竹勘十郎、文楽の人形方（* 1920年）
- 1987年 - 石森延男、児童文学者（* 1897年）
- 1987年 - ヴィンセント・パーシケッティ、作曲家（* 1915年）
- 1988年 - エンツォ・フェラーリ、フェラーリ創業者（* 1898年）
- 1988年 - 足立篤郎、農林大臣、科学技術庁長官（* 1910年）
- 1989年 - ロバート・バーナード・アンダーソン、官僚、実業家、第4代海軍長官、第5代国防副長官、第56代財務長官（* 1910年）
- 1994年 - エリアス・カネッティ、作家、思想家（* 1905年）
- 1996年 - セルジュ・チェリビダッケ、指揮者（* 1912年）
- 1999年 - 楢原健三、洋画家（* 1907年）
- 1999年 - ピー・ウィー・リース、野球選手（* 1918年）
- 2000年 - 鮫島博一、海軍軍事、海上自衛官、第10代海上幕僚長、第9代統合幕僚会議議長（* 1918年）
- 2000年 - 今西正男、俳優、声優（* 1931年）
- 2000年 - 小笠原弘親、政治学者（* 1939年）
- 2001年 - 対馬好次郎、実業家、元相模鉄道社長（* 1925年）
- 2002年 - 河野扶、洋画家（* 1913年）
- 2002年 - ピーター・R・ハント、映画監督、フィルム・エディター（* 1925年）
- 2002年 - 上條逸雄、脚本家（* 1931年）
- 2004年 - チェスワフ・ミウォシュ、詩人（* 1911年）
- 2004年 - 木島始、詩人、英米文学者、童話作家、作詞家（* 1928年）
- 2004年 - 三好章、政治家、第11代福山市長（* 1929年）
- 2005年 - 金子みつ、政治家（* 1914年）
- 2005年 - 高橋紳吾、精神科医（* 1952年）
- 2006年 - 福井勇、政治家（* 1903年）
- 2006年 - 高橋朗、技術者、実業家、元デンソー会長（* 1935年）
- 2006年 - 青山哲也、俳優（* 1940年）
- 2006年 - ブルーノ・カービー、俳優（* 1949年）
- 2007年 - ティホン・フレンニコフ、作曲家（* 1913年）
- 2007年 - ビル・ロマス、オートバイのロードレース選手（* 1928年）
- 2007年 - 琴櫻傑將、大相撲第53代横綱、年寄12代佐渡ヶ嶽（* 1940年）
- 2007年 - 山口小夜子、ファッションモデル、ファッションデザイナー（* 1949年）
- 2008年 - 青地清二、スキージャンプ選手（* 1942年）
- 2008年 - 内藤高、比較文学者（* 1949年）
- 2009年 - 川上紀一、政治家、千葉県知事（* 1919年）
- 2009年 - キマニ・マルゲ、ギネス・ブックで世界最高齢の小学生と認定された人物（* 1920年頃）
- 2009年 - 難波昭二郎、元プロ野球選手（* 1935年）
- 2011年 - サー・ポール・リーブス、聖職者、第15代ニュージーランド総督（* 1932年）
- 2011年 - 浜渦章盛、声楽家、合唱指揮者、タレント（* 1946年）
- 2013年 - 田所竹彦、ジャーナリスト、中国評論家（* 1935年）
- 2013年 - 山口冨士夫、ミュージシャン（* 1949年）
- 2014年 - 飯田幸雄、実業家、元東海テレビ放送社長（* 1927年）
- 2016年 - 豊田泰光、元プロ野球選手（* 1935年）
- 2017年 - 柳澤孝彦、建築家（* 1935年）
- 2017年 - 三宅幸夫、音楽評論家、慶應義塾大学名誉教授（* 1946年）
- 2018年 - エドゥアルド・ウスペンスキー、作家（* 1937年）
- 2018年 - 平山誠敏、政治家、元青森県五所川原市長（* 1940年）
- 2018年 - 板井圭介、元大相撲小結（* 1956年）
- 2019年 - イヴォ・マレク、作曲家、指揮者、音楽教育者（* 1925年）
- 2019年 - 佐渡谷重信、アメリカ文学者、比較文学者、翻訳家、西南学院大学名誉教授（* 1932年）
- 2019年 - 齋藤寛、医学者、第13代長崎大学学長、同大学名誉教授（* 1937年）
- 2019年 - 東後勝明、英語教育者、早稲田大学名誉教授（* 1938年）
- 2020年 - ジュリアン・ブリーム、クラシックギター奏者（* 1933年）
- 2020年 - アンジェラ・バクストン、テニス選手（* 1934年）
- 2020年 - ケネス・キューネン、数学者、ウィスコンシン大学マディソン校名誉教授（* 1943年）
- 2020年 - 宮内淳、俳優（* 1950年）
- 2020年 - リンダ・マンズ、女優（* 1961年）
- 2021年 - メリー喜多川、実業家、芸能プロモーター（* 1927年）
- 2021年 - 葉梨信行、政治家、第35代自治大臣、第45代国家公安委員会委員長（* 1928年）
- 2021年 - イーゴリ・オイストラフ、ヴァイオリニスト（* 1931年）
- 2021年 - レーモンド・マリー・シェーファー、作曲家、サウンドスケープ提唱者（* 1933年）
- 2021年 - カルロス・コレイア、政治家、元ギニアビサウ首相（* 1933年）
- 2021年 - ジェリー藤尾、歌手、俳優（* 1940年）
- 2021年 - 荒川清秀、言語学者、愛知大学教授（* 1949年）
- 2022年 - 林保夫、政治家（* 1928年）
- 2022年 - 牧野圭一、漫画家、漫画文化研究者（* 1937年）
- 2022年 - 中島順三、アニメーションプロデューサー（* 1938年）
- 2022年 - バルタシュ・トゥルスムバエフ、政治家、元カズフスタン副首相（* 1946年）
- 2023年 - フランチェスコ・アルベローニ、社会学者、作家（* 1929年）
- 2024年 - ハリス・マン、自動車デザイナー（* 1938年）
- 2024年 - ボリス・ドゥブロフスキー、ボート競技選手、1964年東京五輪金メダリスト（* 1939年）
- 2023年 - 木村颯、競艇選手（* 1998年）
- 2024年 - ヘルマン・ハーケン、理論物理学者、シュトゥットガルト大学名誉教授（* 1927年）
- 2024年 - ジーナ・ローランズ、女優（* 1930年）
- 2024年 - ウォーリー・エイモス、実業家（* 1936年）
- 2024年 - 伊藤孝雄、俳優（* 1937年）
- 2025年 - 千玄室、茶道家、裏千家第15代家元（* 1923年）

## 記念日・年中行事
- 独立記念日（ パキスタン）
1947年のこの日、パキスタンがイギリスから独立した。
- 聖マキシミリアノ・コルベ神父の祝日（カトリック教会）
教えがナチスの思想と相反したものであるとしてアウシュビッツ強制収容所に送られ、見せしめのために処刑される見ず知らずの他人の身代りとなって、この日に餓死刑で亡くなったマキシミリアノ・コルベを記念する日。
- 専売特許の日（ 日本）
1885年8月14日に日本最初の専売特許が交付されたことに由来。特許第1号は堀田瑞松が出願していた「堀田錆止塗料及其塗法」（錆止め塗料とその塗り方）であった。この他に第7号までが認定される。
- ハッピーサマーバレンタインデー（ 日本）
漫画「テニスの王子様」および「新テニスの王子様」のキャラクター達が、2月14日のバレンタインデーのお返しをする日として、作者・許斐剛氏が制定したもの。2018年8月12日に開かれたイベントにて記念日登録書が授与された[12]。